# Niggas in Paris
"Niggas in Paris" (ou a versão censurada "Friends In Paris") é uma canção dos rappers americanos Jay-Z e Kanye West sobre a amizade da dupla, tirada do seu álbum em conjunto, Watch the Throne. Foi lançada como o quarto single do álbum em 13 de Setembro de 2011, juntamente com "Why I Love You". Estreou no número 75 da Billboard Hot 100 e chegou ao número um na Hot R&B/Hip-Hop Songs. Em 12 de junho de 2023 a canção recebeu seu primeiro Certificado de Diamante RIAA, após a venda de mais de 10 milhões de unidades em território americano.

## Desempenho nas tabelas musicais
| Tabela musical (2011)                          | Posição de pico |
| ---------------------------------------------- | --------------- |
| O campo songid é OBRIGATÓRIO PARA PARADA ALEMÃ | 40              |
| Alemanha (German Black Charts)                 | 2               |
| Austrália (ARIA)                               | 66              |
| Áustria (Ö3 Austria Top 75)                    | 38              |
| Bélgica (Ultratop 50 de Flandres)              | 17              |
| Bélgica (Ultratop 50 da Valônia)               | 29              |
| Canadá (Canadian Hot 100)                      | 16              |
| Coreia do Sul (Gaon Chart)                     | 53              |
| Dinamarca (Hitlisten)                          | 19              |
| Escócia (Scottish Singles Chart)               | 14              |
| Estados Unidos (Billboard Hot 100)             | 5               |
| Estados Unidos (Billboard R&B/Hip-Hop Songs)   | 1               |
| Estados Unidos (Billboard Hot Rap Songs)       | 1               |
| Estados Unidos (Billboard Mainstream Top 40)   | 17              |
| Estados Unidos (Billboard Rhythmic)            | 3               |
| França (SNEP)                                  | 28              |
| Irlanda (IRMA)                                 | 22              |
| Nova Zelândia (Recorded Music NZ)              | 38              |
| Países Baixos (Dutch Top 40)                   | 37              |
| Países Baixos (Single Top 100)                 | 28              |
| Reino Unido (OCC UK R&B)                       | 3               |
| Reino Unido (UK Singles Chart)                 | 10              |
| Suécia (Sverigetopplistan)                     | 44              |
| Suíça (Schweizer Hitparade)                    | 43              |

 
|

### Gráficos
| Paradas (2012)                                   | Melhor posição |
| ------------------------------------------------ | -------------- |
| Canadá (Canadian Hot 100)                        | 54             |
| Países Baixos (Single Top 100)                   | 66             |
| Reino Unido (Official Charts Company)            | 31             |
| Estados Unidos (Billboard Hot 100)               | 40             |
| Estados Unidos (Billboard Hot R&B/Hip-Hop Songs) | 11             |
| Estados Unidos (Billboard Rap Songs)             | 3              |

 
|}

## Histórico de lançamento
| Região         | Data                   | Formato                  | Gravadora          |
| -------------- | ---------------------- | ------------------------ | ------------------ |
| Estados Unidos | 13 de setembro de 2011 | Rhythmic and Urban radio | Roc-A-Fella, IDJMG |
| Estados Unidos | 8 de novembro de 2011  | Top 40/Mainstream radio  | Roc-A-Fella, IDJMG |